# Norðoyri

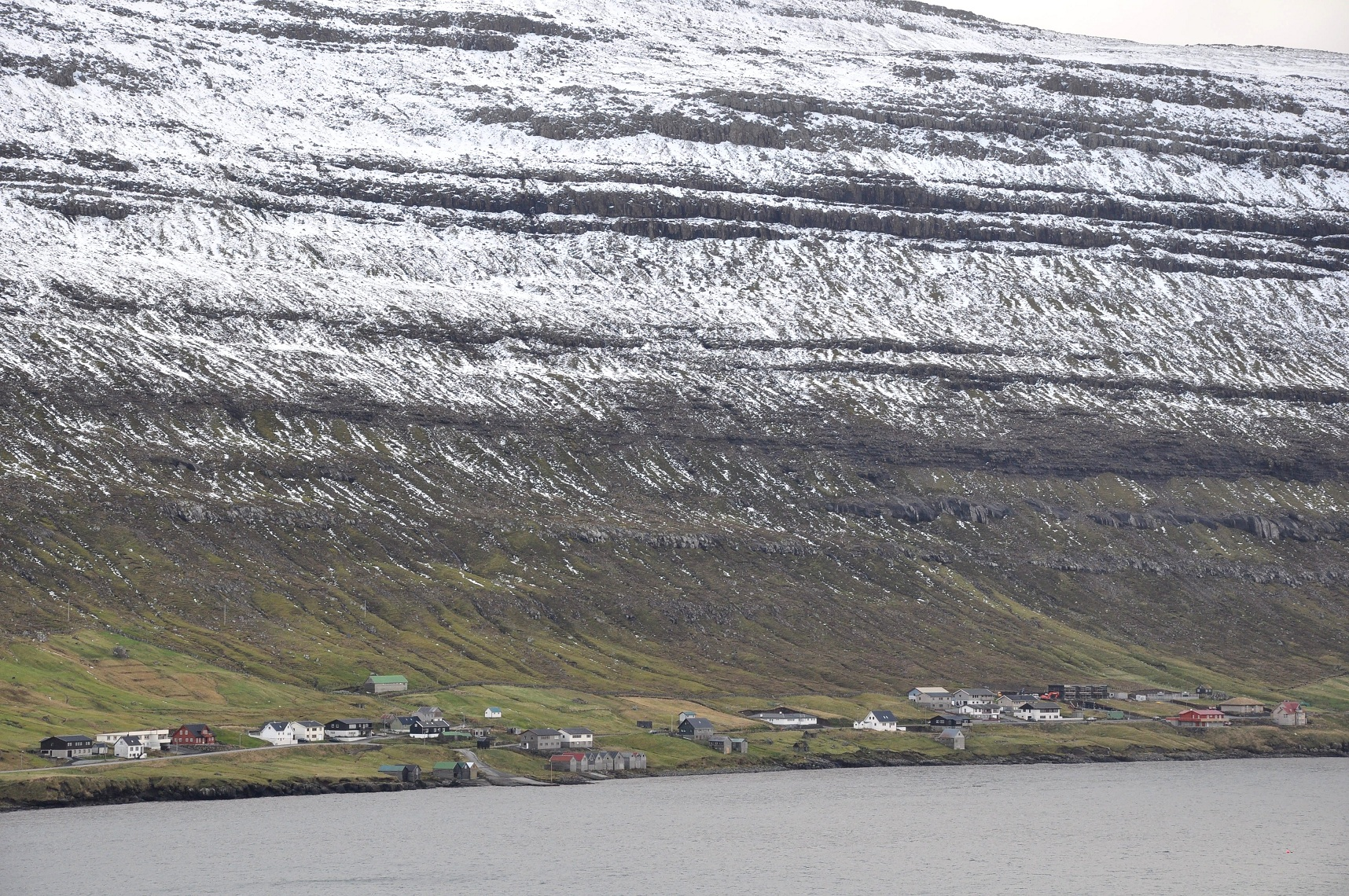
Norðoyri

Norðoyri is een dorp dat behoort tot de gemeente Klaksvíkar kommuna in het zuiden van het eiland Borðoy op de Faeröer. Norðoyri heeft 72 inwoners. De postcode is FO 725. Norðoyri wordt al bewoond sinds de Vikingtijd.